# Cyornis lemprieri
Papa-moscas-de-balabac ou papa-moscas-azul-de-palauã (Cyornis lemprieri) é uma espécie de ave da família Muscicapidae.
É endémica das Filipinas.
Os seus habitats naturais são: florestas subtropicais ou tropicais húmidas de baixa altitude.
Está ameaçada por perda de habitat.